# Налтрексон
Налтрексон е лекарство, което блокира ефектът на опиоидите. То се използва главно в управлението на зависимостта от алкохола и зависимостта от опиоиди.
Тясно свързаното лекарство, метилналтрексон, се използва за лечение на констипация, предизвикана от опиоид, но не лекува пристрастяване, тъй като не пресича кръвно-мозъчната бариера. Налмефен е подобен на налтрексон и се използва за същите цели като налтрексон. Налтрексонът не трябва да се бърка с налоксон, който се използва при спешни случаи на предозиране с опиоиди.
Налтрексон се продава под търговското наименование Ревиа и Вивитрол. В САЩ от 2016 г. налтрексон на таблетки струва около 0,91 долара на ден. Инжекции с удължено освобождаване струват около 1248,50 долара на месец (41,62 долара на ден). Комбинацията от налтрексон и бупропион се използва за лечение на затлъстяването в Съединените щати.

## Медицинска употреба

### Алкохолизъм
Основното приложение на налтрексон е за лечение на алкохолизъм. Установено е, че налтрексон намалява количеството и честотата на пиене. Изглежда, че не променя процента на хората, които пият. Общата му полза е описана като „скромна“.
Акапросейт може да работи по-добре от налтрексона за елиминиране на пиенето, докато налтрексонът може да намали желанието за алкохол в по-голяма степен.
Методът Синклер е метод за използване на опиатни антагонисти като налтрексон за лечение на алкохолизъм. Пациентът приема лекарството около един час (и само тогава) преди да пие, за да избегне странични ефекти, които възникват при хронично използване. Опиоидът блокира положителните усилващи ефекти на алкохола и позволява на лицето да спре или да намали консумацията на алкохол.

### Употреба на опиоиди
Налтрексон помага на пациентите да преодолеят зависимостта от опиоиди, като блокира ефектите на опиоидните лекарства. Той има слаб ефект върху опиоидния глад. По принцип налтрексонът е по-добре проучен при алкохолизъм, отколкото при опиоидите. По-често се използва за алкохолизъм, въпреки първоначалното одобрение от страна на FDA през 1984 г. за пристрастяване към опиоиди.
Прегледът на проучванията през 2011 г. показва, че когато се приема през устата, налтрексонът не е по-добър от плацебо, нито от лекарства, нито е по-добър от бензодиазепин или бупренорфин. Поради лошото качество на прегледаните проучвания, авторите не откриват достатъчни доказателства за подкрепа на терапията с налтрексон, когато са приемани през устата за спиране на употребата на опиати. Оралният налтрексон остава идеалното лечение само за малка част от населението, пристрастено към опиоиди, обикновено тези със стабилна социална ситуация и мотивация. С допълнителна подкрепа за управление на извънредни ситуации налтрексонът е ефективен и в по-широка популация.
Употребата на налтрексон чрез инжекции с удължено освобождаване, приложена веднъж месечно, се оказва малко ефективна при лечение на злоупотреба с опиоиди.

## Странични ефекти
Най-честите нежелани реакции, съобщени при налтрексон, са неспецифични стомашно-чревни оплаквания като диария и коремни спазми. Тези нежелани реакции са аналогични на симптомите при абстиненция от опиоиди.
Съобщавано е, че налтрексон причинява увреждане на черния дроб (когато се прилага в дози, по-високи от препоръчаните). Има предупреждение от FDA за този рядък страничен ефект. Поради тези сведения, някои лекари могат да проверят чернодробните функции преди започване на налтрексон и периодично след това. Опасенията за чернодробна токсичност първоначално възникват от проучване на пациенти със затлъстяване, които не са пристрастени, получаващи 300 mg налтрексон. Последващите проучвания предполагат ограничена токсичност при други популации пациенти.
Налтрексон не трябва да се приема, преди да са достигнати няколко (обикновено 7 – 10) дни въздържание от опиоиди. Това се дължи на риска от остра абстиненция от опиоида, ако се приеме налтрексон, тъй като налтрексонът ще измести повечето опиоиди от техните рецептори. Времето на въздържание може да бъде по-кратко от 7 дни, в зависимост от периода на разпад на взетия специфичен опиоид. Някои лекари използват налоксон като предизвикателство, за да определят дали дадено лице има останали опиоиди. Предизвикателството включва даване на тестова доза налоксон и мониториране за абстиненция от опиоиди. При наличие на абстиненция, налтрексонът не трябва да се започва.
Важно е човекът да не се опитва да използва опиоиди, докато използва налтрексон. Въпреки че налтрексонът блокира опиоидния рецептор, възможно е тази блокада да се отмени с високи дози опиоиди. Това е доста опасно и може да доведе до предозиране с опиати, респираторна депресия и смърт. По същия начин, човек няма да покаже нормален отговор на лекарства за опиоидна болка, когато приема налтрексон. В контролирана медицинска среда е възможно облекчаване на болката, но може да се наложат по-високи от обичайните дози, а индивидът трябва да бъде внимателно наблюдаван за респираторна депресия. Всички лица, които приемат налтрексон, се насърчават да държат карта или бележка в портфейла си в случай на нараняване или друга спешна медицинска помощ. Това ще позволи на медицинския персонал да знае, че са необходими специални процедури, ако се използват опиатни болкоуспокояващи.
Възникнали са някои противоречия относно използването на антагонисти на опиоидния рецептор като налтрексон в дългосрочното управление на зависимостта от опиоиди, поради ефекта на тези средства в сенсибилизиращите опиоидни рецептори. Това означава, че след терапията опиоидните рецептори продължават да имат повишена чувствителност за период, през който пациентът е изложен на повишен риск от предозиране с опиоиди. Този ефект засилва необходимостта от мониториране на терапията и осигуряване на мерки за подкрепа на пациентите от медицински лица.

## Противопоказания
Налтрексон не трябва да се използва от лица с остър хепатит или чернодробна недостатъчност, или такива със скорошна употреба на опиоиди (обикновено 7 – 10 дни).
|  | Тази страница частично или изцяло представлява превод на страницата Naltrexone в Уикипедия на английски. Оригиналният текст, както и този превод, са защитени от Лиценза „Криейтив Комънс – Признание – Споделяне на споделеното“, а за съдържание, създадено преди юни 2009 година – от Лиценза за свободна документация на ГНУ. Прегледайте историята на редакциите на оригиналната страница, както и на преводната страница, за да видите списъка на съавторите. ВАЖНО: Този шаблон се отнася единствено до авторските права върху съдържанието на статията. Добавянето му не отменя изискването да се посочват конкретни източници на твърденията, които да бъдат благонадеждни. |